# Souchitsa
Souchitsa —Сушица en macedònic— és una població a la municipalitat de Petrovets, al nord de Macedònia del Nord. Aquest poble tenia 178 habitants l'any 2002. També rep el nom de Katlanovska Souchitsa (Катлановска Сушица) i Konyarska Souchitsa (Коњарска Сушица), aquests noms permeten diferenciar-lo de les altres poblacions de Macedònia del Nord que també tenen el nom de Souchitsa.